# Казниго
Казнѝг (на италиански: Casnigo; на ломбардски: Casnigh, Казниг) е малкло градче и община в Северна Италия, провинция Бергамо, регион Ломбардия. Разположено е на 514 m надморска височина. Населението на общината е 3237 души (към 2017 г.).